# 卡马尔哈蒂
卡马尔哈蒂（Kamarhati），是印度西孟加拉邦North Twentyfour Parganas县的一个城镇。总人口314334（2001年）。

## 人口
该地2001年总人口314334人，其中男性168633人，女性145701人；0—6岁人口27941人，其中男14259人，女13682人；识字率76.72%，其中男性为80.52%，女性为72.31%。